# Volleyball-Weltrangliste
Die Volleyball-Weltrangliste ist eine Rangliste für die Nationalmannschaften der Männer und Frauen. Die Mitglieder des Weltverbandes FIVB erhalten gemäß ihren Ergebnissen bei internationalen Wettbewerben Punkte.

## Wertungssystem
Mit der Rangliste, die Anfang Februar 2020 veröffentlicht wurde, führte die FIVB ein neues Wertungssystem ein, das den aktuellen Leistungsstand der Mannschaft besser wiedergeben soll. Dabei werden Ergebnisse seit dem 1. Januar 2019 berücksichtigt. In die Wertung kommen einzelne Spiele bei den folgenden Wettbewerben. Die Bedeutung der Wettbewerbe wird durch einen Faktor ausgedrückt; für Qualifikationsspiele gilt der halbe Wert.
- Olympische Spiele (50)
- Weltmeisterschaft (45)
- Volleyball Nations League (40)
- Challenger Cup (20)
- World Cup (35)
- Europameisterschaft und andere kontinentale Wettbewerbe (35)
- weitere von der FIVB anerkannte Turniere mit mindestens vier Mannschaften (10)

Die jeweiligen Ergebnisse werden mit Wahrscheinlichkeiten verglichen, die ein Algorithmus anhand historischer Ergebnisse ermittelt hat. Mannschaften, die besser als berechnet abschneiden, gewinnen Punkte; wer schlechtere Ergebnisse erzielt, verliert Punkte. Je größer der Unterschied zwischen realem und prognostiziertem Ergebnis ausfällt, desto mehr Punkte werden vergeben. Mannschaften, die nur an wenigen Wettbewerben teilnehmen, rutschen in der Rangliste nach unten.

## Aktuelle Ranglisten
Die folgenden Tabellen zeigen jeweils die besten 25 Nationen sowie die Platzierungen von Österreich und der Schweiz in den aktuellen Weltranglisten. Die Angaben in der Spalte +/− zeigen die Veränderung der Platzierung gegenüber der vorherigen Ausgabe der Weltrangliste.
| Top 25 Männer Stand: 16. Mai 2025 |                     |        |                |
| Platz                             | Mannschaft          | Punkte | Änderung (+/−) |
| 01.                               | Polen               | 401,31 | =              |
| 02.                               | Frankreich          | 378,07 | =              |
| 03.                               | Vereinigte Staaten  | 365,87 | =              |
| 04.                               | Slowenien           | 352,50 | =              |
| 05.                               | Italien             | 346,23 | =              |
| 06.                               | Japan               | 338,12 | =              |
| 07.                               | Brasilien           | 305,87 | =              |
| 08.                               | Deutschland         | 274,38 | =              |
| 09.                               | Argentinien         | 266,94 | =              |
| 10.                               | Serbien             | 259,28 | =              |
| 11.                               | Kanada              | 254,46 | =              |
| 12.                               | Kuba                | 249,34 | =              |
| 13.                               | Niederlande         | 204,81 | =              |
| 14.                               | Ukraine             | 196,00 | =              |
| 15.                               | Iran                | 185,07 | =              |
| 16.                               | Belgien             | 183,24 | =              |
| 17.                               | Türkei              | 179,28 | =              |
| 18.                               | Tschechien          | 168,95 | =              |
| 19.                               | Bulgarien           | 161,06 | =              |
| 20.                               | Ägypten             | 156,94 | =              |
| 21.                               | Katar               | 151,46 | =              |
| 22.                               | Portugal            | 147,16 | =              |
| 23.                               | Finnland            | 146,72 | =              |
| 23.                               | Volksrepublik China | 144,02 | ↑ +1           |
| 25.                               | Rumänien            | 143,07 | ↑ +1           |
| ...                               |                     |        |                |
| 38.                               | Schweiz             | 106,90 | ↑ +2           |
| ...                               |                     |        |                |
| 44.                               | Österreich          | 083,04 | ↑ +2           |

| Top 25 Frauen Stand: 16. Mai 2025 |                         |        |                |
| Platz                             | Mannschaft              | Punkte | Änderung (+/−) |
| 01.                               | Italien                 | 437,03 | =              |
| 02.                               | Brasilien               | 407,09 | =              |
| 03.                               | Vereinigte Staaten      | 362,27 | =              |
| 04.                               | Türkei                  | 352,61 | =              |
| 05.                               | Volksrepublik China     | 350,30 | =              |
| 06.                               | Polen                   | 349,75 | =              |
| 07.                               | Japan                   | 325,18 | =              |
| 08.                               | Kanada                  | 284,76 | =              |
| 09.                               | Niederlande             | 283,99 | =              |
| 10.                               | Serbien                 | 280,42 | =              |
| 11.                               | Dominikanische Republik | 260,54 | =              |
| 12.                               | Deutschland             | 222,03 | =              |
| 13.                               | Thailand                | 194,91 | =              |
| 14.                               | Belgien                 | 190,98 | =              |
| 15.                               | Tschechien              | 189,61 | =              |
| 16.                               | Puerto Rico             | 182,58 | =              |
| 17.                               | Argentinien             | 180,96 | =              |
| 18.                               | Ukraine                 | 172,15 | =              |
| 19.                               | Frankreich              | 157,50 | =              |
| 20.                               | Bulgarien               | 153,92 | =              |
| 21.                               | Kolumbien               | 152,37 | =              |
| 22.                               | Kenia                   | 152,15 | =              |
| 23.                               | Kuba                    | 145,17 | =              |
| 24.                               | Schweden                | 138,57 | =              |
| 25.                               | Mexiko                  | 138,57 | =              |
| ...                               |                         |        |                |
| 38.                               | Österreich              | 097,01 | ↑ +2           |
| ...                               |                         |        |                |
| 43.                               | Schweiz                 | 088,07 | ↑ +2           |

## Wertungssystem bis Ende 2019
Die Anzahl der vergebenen Punkte richtete sich bis Ende 2019 nach der Bedeutung eines Wettbewerbs. Wichtigere Wettbewerbe und jüngere Resultate wurden stärker gewichtet, um das aktuelle Leistungsvermögen einer Mannschaft darzustellen.
Gemäß dem Beschluss des Board of Administration der FIVB wurden die Punkte wie folgt verteilt.
- Die Ergebnisse bei Olympischen Spielen wurden vier Jahre lang berücksichtigt und jedes Jahr um 25 % reduziert. Der Olympiasieger erhielt 100 Punkte, die nächstplatzierten Teams 90, 80 und 70 Punkte. Für Platz fünf bis acht gab es jeweils 50 Punkte, für Platz neun und zehn jeweils 30 Punkte und für Platz elf und zwölf jeweils 20 Punkte.
- Die Ergebnisse der Weltmeisterschaft wurden ebenfalls vier Jahre lang mit einer jährlichen Reduzierung um 25 % berücksichtigt. Die besten vier Mannschaften erhielten 100 bis 70 Punkte, für Platz fünf bis zwölf gab es 62, 56, 50, 45, 40, 36, 33 und 30 Punkte. Die folgenden Teams erhielten 25 (Platz 13 bis 16 bei den Frauen; Platz 13 bis 18 bei den Männern) und 20 Punkte (Platz 17 bis 24 bei den Frauen; Platz 19 bis 24 bei den Männern).
- Beim World Cup wurden die Ergebnisse vier Jahre lang berücksichtigt und ab dem zweiten Jahr um jeweils 25 % reduziert. Die besten vier Mannschaften erhielten 100 bis 70 Punkte, für den fünften bis achten Platz gibt es 50, 40, 30 und 25 Punkte, für die Teams auf Platz neun bis zwölf gab es jeweils fünf Punkte.
- Die Ergebnisse kontinentaler Meisterschaften, zum Beispiel einer Europameisterschaft, wurden zwei Jahre lang berücksichtigt und im zweiten Jahr um 50 % reduziert. Eine einheitliche Punktwertung gab es hierfür nicht.
- Die Ergebnisse der Weltliga und des World Grand Prix wurden ein Jahr lang berücksichtigt. Die acht besten Mannschaften erhalten 50, 45, 40, 35, 30, 25, 15 und 12 Punkte. Für die weiteren neun Mannschaften gab es von zehn bis ein Punkte, beim World Grand Prix erhielten Platz 17 und 18 zwei Punkte und Platz 19 und 20 einen Punkt.
- Punkte gab es auch für die besten nichtqualifizierten Mannschaften, nämlich drei für die beste, zwei für die zweitbeste und jeweils einen für die nächsten vier Teams.